# NGC 1485
NGC 1485 is een spiraalvormig sterrenstelsel in het sterrenbeeld Giraffe. Het hemelobject werd op 24 februari 1886 ontdekt door de Amerikaanse astronoom Lewis A. Swift.

## Synoniemen
- PGC 14432
- UGC 2933
- MCG 12-4-10
- ZWG 327.14
- IRAS 03598+7051